# Вінченца Прокаччі
Вінченца Прокаччі (англ. Vincenza Procacci; нар. 20 серпня 1966) — колишня американська тенісистка.
Найвищу одиночну позицію світового рейтингу — 446 місце досягла 28 березня, 1988, парну — 213 місце — 3 липня, 1989 року.
Здобула 5 парних титулів.

## Фінали ITF
| Легенда         |
| --------------- |
| турніри $25,000 |
| турніри $10,000 |

### Парний розряд: 11 (5–6)
| Результат | Ранг | Дата            | Турнір                    | Покриття | Партнерка       | Суперниці                           | Рахунок       |
| --------- | ---- | --------------- | ------------------------- | -------- | --------------- | ----------------------------------- | ------------- |
| Поразка   | 1.   | 4 січня 1988    | Йоганнесбург, ПАР         | Тверде   | Енн Гросбек     | Лінда Барнард Маріан де Свардт      | 5–7, 2–6      |
| Перемога  | 1.   | 13 березня 1988 | Валенсія, Іспанія         | Ґрунт    | Наталі Балле    | Пенелопе Фас Сонсолес Уртадо        | 4–6, 6–3, 6–2 |
| Перемога  | 2.   | 7 серпня 1988   | Роенок (Вірджинія), США   | Тверде   | Робін Лемб      | Деніелл Джонс Лайза Келлер          | 6–4, 5–7, 6–3 |
| Поразка   | 2.   | 9 жовтня 1988   | Корпус-Крісті, США        | Тверде   | Нана Міяґі      | Елені Россайдс Шон Стаффорд         | 3–6, 6–3, 5–7 |
| Поразка   | 3.   | 13 лютого 1989  | Герсгольм, Данія          | Килим    | Енн-Марі Волсон | Лоне Ванборґ Тіна Шоєр-Ларсен       | 1–6, 5–7      |
| Поразка   | 4.   | 25 червня 1989  | Керетаро, Мексика         | Тверде   | Леслі Гакала    | Генрієтте К'єр Нільсен Лоне Ванборґ | 4–6, 6–2, 6–7 |
| Перемога  | 3.   | 20 серпня 1989  | Чатам, США                | Тверде   | Кеті Фоксворт   | Меймі Сеніза Стелла Сампрас         | 6–3, 6–4      |
| Поразка   | 5.   | 15 жовтня 1989  | Мобіл (Алабама), США      | Тверде   | Кеті Фоксворт   | Рената Баранскі Сенді Коллінз       | 3–6, 4–6      |
| Поразка   | 6.   | 10 червня 1990  | Мірамар (Флорида), США    | Тверде   | Кеті Фоксворт   | Ронні Рейс Ліза Реймонд             | 4–6, 5–7      |
| Перемога  | 4.   | 6 серпня 1990   | Лебанон (Нью-Джерсі), США | Тверде   | Кеті Фоксворт   | Ілана Бергер Лімор Зальтц           | 6–4, 4–1 RET. |
| Перемога  | 5.   | 9 березня 1992  | Монтеррей, Мексика        | Тверде   | Лусіла Бесерра  | Ріта Пічардо Белькіс Родрігес       | 6–4, 6–4      |